# Project 46
Project 46 est un duo de disc jockeys et producteurs canadiens, originaire de Vancouver, actif depuis 2011.
Le duo se forme en juin 2011 après s'être rencontrés via Skype.
Des collaborations notables avec Kaskade (Last Chance), Laidback Luke (Collide) sont à mettre à leur actif. Motionless, en featuring avec Seri, fut également un succès mondial.
Beautiful, leur premier album, sort le 10 juillet 2015 sur le label Ultra Records.

## Discographie

### Albums
- 2015 : Beautiful [Ultra]

### Singles
- 2011 : Limitless / Slide / Crazy / Deadline (Limitless EP) [Spinnin Records]
- 2012 : Reasons [Monstercat]
- 2012 : Brave Heart [Manufactured Music]
- 2012 : Hasselhoff [Monstercat]
- 2012 : You & I (avec DubVision) [Spinnin Records]
- 2012 : Feel The Fire [Zouk Recordings (Armada Music)]
- 2013 : No One [Monstercat]
- 2013 : Last Chance (avec Kaskade) [Ultra]
- 2013 : Motionless (feat. Seri) [Monstercat]
- 2014 : Collide (avec Laidback Luke) [Mixmash]
- 2014 : Eyes (avec BYNON) [Ultra]
- 2014 : Memories (avec Laidback Luke) [Ultra]
- 2015 : Home (avec Feenixpawl et BYNON) [Ultra]
- 2015 : You [Ultra]
- 2015 : Beautiful [Ultra]

### Remixes
- 2012 : Kelly Clarkson - Stronger (What Doesn't Kill You) (Project 46 Remix) [RCA]
- 2012 : Haddaway - What Is Love (Project 46 Remix) [Razor & Tie]
- 2012 : Usher - Scream (Project 46 Remix) [RCA Records (US)]
- 2013 : Headhunterz, Krewella - United Kids of the World (Project 46 Remix) [Ultra]
- 2014 : Ariana & The Rose - In Your Bed (Project 46 Remix) [Pookiebird LLC]